# Мануель Пандо Фернандес де Пінедо
Дон Мануель Пандо Фернандес де Пінедо, 6-й маркіз Мірафлорес, 4-й граф ла-Вентоса (ісп. Manuel Pando Fernández de Pinedo; 22 грудня 1792 — 20 лютого 1872) — іспанський дипломат, державний і політичний діяч, міністр закордонних справ, голова Сенату, двічі голова Ради міністрів Іспанії.

## Життєпис
Вивчав сільське господарство та промисловість. Після здобуття освіти брав участь у Боротьбі за незалежність своєї країни. Пізніше був змушений тікати разом зі своєю родиною до Кадіса. Після сходження на престол Фернандо VII Пандо надавав допомогу двору щодо відновлення всіх царин життя Іспанії після повалення французького панування. Після цього він ненадовго відійшов від публічної діяльності.
1834 року отримав пост посла в Лондоні. У той період брав участь в укладенні союзу між Іспанією, Францією, Португалією та Великою Британією. Після повернення на батьківщину обіймав низку державних посад. Пізніше був змушений тікати до Франції після повстання в Сан-Ільдефонсо. Знову повернувшись на батьківщину, Пандо брав участь в ухваленні конституції та підписанні Вергарської конвенції, якою фактично завершилась Перша карлістська війна.
12 лютого 1846 року Пандо очолив уряд, одночасно отримавши посаду міністра закордонних справ. Вже за місяць був змушений вийти у відставку під тиском Нарваеса. Від 1845 до 1862 року Пандо очолював Сенат. Після одруження королеви Ізабелли II та Франсіско Асізького, Пандо став комендантом королівського палацу, працюючи над реформою адміністрації.
У 1851–1852 роках Пандо знову був міністром закордонних справ у кабінеті Хуана Браво Мурільйо. На тому посту домігся допомоги від Франції та Британії в боротьбі за Кубу. У березні 1863 року Ізабелла II знову доручила Пандо сформувати власний кабінет. Після відставки очолював Сенат (1866—1867).